# Buglossoides
Buglossoides es un género de plantas con flores perteneciente a la familia Boraginaceae. Comprende 16 especies.

## Descripción
Son hierbas anuales, setoso-híspidas, sin pelos pluricelulares largos glandulíferos. Hojas enteras, las caulinares alternas, las medias y superiores sésiles, no decurrentes. Inflorescencia ramificada, paniculiforme, con cimas simples o geminadas, multifloras, laxas en la floración y fructificación. Flores actinomorfas, ± erectas, bracteadas, cortamente pediceladas. Cáliz gamosépalo, dividido casi hasta la base, con lóbulos homomorfos, enteros, setoso-híspido, con pelos rectos. Corola infundibuliforme o hipocrateriforme, ± pelosa por la cara externa, blanca, azul o violeta, con los lóbulos erecto-patentes o patentes; tubo más largo que los lóbulos de la corola, recto, cilíndrico, glabro por la cara interna, con un anillo interno de escamas nectaríferas en la base; garganta con 5 bandas verticales papilosas; lóbulos obtusos. Estambres 5, inclusos, adnatos en el tercio inferior del tubo de la corola, con filamentos más cortos que las anteras, estrechos, glabros, sin apéndices; anteras apiculadas, libres, inclusas. Ovario tetralobado; estilo incluso, simple, ginobásico; estigma débilmente bilobado que se prolonga en un apéndice ± cónico y, a veces, bífido. Fruto pétreo, en tetranúcula. Núculas monospermas, ovoides, subtrígonas, tuberculadas, sin anillo basal, con la base de inserción ± ovada, plana y sin apéndice, íntimamente unidas por su base en el receptáculo plano.

## Taxonomía
El género fue descrito por Conrad Moench y publicado en Methodus Plantas Horti Botanici et Agri Marburgensis : a staminum situ describendi 418. 1794.

## Especies seleccionadas
- Buglossoides arvensis
- Buglossoides calabrum
- Buglossoides czernjajevii
- Buglossoides gasparrinii
- Buglossoides purpurocaerulea